# نورثروپ تاکیت بلو
نورثروپ تاکیت بلو (به انگلیسی: Northrop Tacit Blue) یک هواپیمای ساختِ کارخانهٔ نورثروپ در کشور ایالات متحده آمریکا است. نخستین استفاده‌کنندهٔ این هواپیما نیروی هوایی ایالات متحده آمریکا بوده‌است. این هواپیما برای نخستین بار در ۱ فوریه ۱۹۸۲ میلادی مورد استفاده قرار گرفت.